# Elisabeth Roth

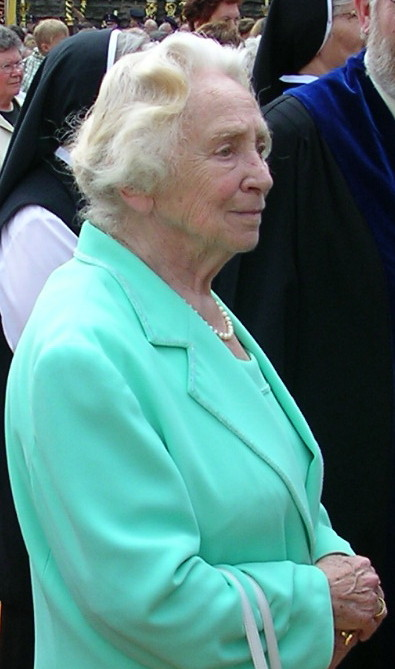
Elisabeth Roth bei der Fronleichnamsprozession 2004

Elisabeth Roth (* 30. November 1920 in Hösbach; † 4. Mai 2010) war eine deutsche Volkskundlerin.

## Werdegang
Roth schloss 1958 ihre Dissertation zum Thema Der volkreiche Kalvarienberg in Literatur und Bildkunst des Mittelalters in Freiburg (Schweiz) ab. Am 6. April 1970 wurde sie zur außerordentlichen Professorin für Heimat- und Volkskunde an der Pädagogischen Hochschule Bamberg berufen. Ab 1972 war sie Rektorin. Vom 1. Januar 1971 bis zu ihrer Emeritierung am 31. März 1989 war sie ordentliche Professorin für Heimat- und Volkskunde. Als Gründungsrektorin begleitete sie maßgeblich den Aufbau der neu gegründeten Gesamthochschule Bamberg und der späteren Otto‐Friedrich-Universität Bamberg. 
Als Rektorin legte sie zusammen mit Othmar Heggelbacher mit der Dezentralisierung der Gesamthochschule gleichzeitig auch den Grundstein für das räumliche Konzept der heutigen Universität. Dabei wurde die Hochschule nicht auf einem Campus vor der Stadt, sondern auf mehrere Gebäude in der Stadt. Heute erinnert der Otto-Meyer-und-Elisabeth-Roth-Preis an die erste Rektorin und ihren Ehemann, den Historiker Otto Meyer. 

## Ehrungen
- 1981: Kulturpreis der oberfränkischen Wirtschaft